# Ungarische Eishockeyliga 1962/63
Die Saison 1962/63 war die 26. Spielzeit der ungarischen Eishockeyliga, der höchsten ungarischen Eishockeyspielklasse. Meister wurde zum insgesamt vierten Mal in der Vereinsgeschichte Vörös Meteor Budapest.

## Modus
In der Hauptrunde absolvierte jede der sechs Mannschaften insgesamt 15 Spiele. Der Erstplatzierte der Hauptrunde wurde Meister. Für einen Sieg erhielt jede Mannschaft zwei Punkte, bei einem Unentschieden gab es einen Punkt und bei einer Niederlage null Punkte.

## Hauptrunde

### Tabelle
|    | Klub                  | Sp | S  | U | N  | Tore   | Punkte |
| -- | --------------------- | -- | -- | - | -- | ------ | ------ |
| 1. | Vörös Meteor Budapest | 15 | 11 | 2 | 2  | 79:28  | 24     |
| 2. | Újpesti Dózsa SC      | 15 | 11 | 1 | 3  | 120:39 | 23     |
| 3. | Budapesti VSC         | 15 | 10 | 1 | 4  | 59:36  | 21     |
| 4. | Ferencvárosi TC       | 15 | 8  | 0 | 7  | 72:53  | 16     |
| 5. | Építõk Budapest       | 15 | 3  | 0 | 12 | 45:79  | 6      |
| 6. | Postás SE Budapest    | 15 | 0  | 0 | 15 | 22:162 | 0      |

Sp = Spiele, S = Siege, U = unentschieden, N = Niederlagen